# Le Fils de Luc
Le Fils de Luc (titre original : Martin the Warrior) est le sixième tome de la série Rougemuraille de Brian Jacques. Publié en 1993, il fut traduit en français et découpé en quatre tomes : Tarkan le Tyran, Les Baladins de l'Églantine, La longue route et La bataille de Marpoigne.
Dans l'ordre chronologique de l'histoire, il est précédé par La Forteresse en péril et suivi par Martin le guerrier.

## Résumé

### Tarkan le Tyran
Martin, fils de Luc le Guerrier, a été capturé par des soldats de la horde de Tarkan (une hermine), qui lui dérobent l'épée de son père et le font travailler avec de nombreux autres esclaves à la construction de la forteresse de Marpoigne. Très vite, il entre en conflit avec la plupart des gardes et avec Tarkan lui-même, ce qui lui vaut d'être condamné à mort. Cependant, Rose (une souris) et Grimm (une taupe), voyagent vers Marpoigne dans l'intention de délivrer le frère de Rose, Côme, qui a lui aussi été fait prisonnier. Tramoun Sock, un ancien compagnon de Tarkan, vogue vers Marpoigne dans l'intention de se venger et de prendre quelques esclaves pour son bateau. Les incidents se multiplient le jour de l'exécution de Martin (bien aidé, de l'extérieur, par Rose et Grimm) et le jeune souriceau est remis au cachot pendant que Tramoun Sock et ses corsaires attaquent la forteresse. Pendant ce temps, Grimm creuse un tunnel pour aider les prisonniers à s'échapper. Après avoir été défaite, la horde de Sock décide d'attaquer à la faveur de la nuit, en utilisant des barques pour approcher le fort. Grimm aboutit finalement au cachot de Martin, qui est accompagné de Côme et d'un écureuil du nom de Feldo, et les libère. Ils se servent des barques abandonnées par les corsaires pour s'échapper vers Midival, la contrée d'origine de Rose, Grimm et Côme. Nos héros sont alors séparés par un giganteque poisson; Côme et Feldo sont rejetées sur la côte, non loin de Marpoigne où ils font la connaissance des Baladins de l'Églantine , une troupe de ménestrels...